# Eresus moravicus
Eresus moravicus Rezác, 2008 è un ragno appartenente alla famiglia Eresidae.

## Distribuzione
La specie è stata reperita in diverse località dell'Europa centrale: Austria, Slovacchia, Ungheria e Repubblica Ceca.

## Tassonomia
Non sono stati esaminati esemplari di questa specie dal 2010.
Attualmente, a dicembre 2013, non sono note sottospecie